# Homalocladium platycladum
Homalocladium platycladum är en slideväxtart som först beskrevs av Ferdinand von Mueller, och fick sitt nu gällande namn av Liberty Hyde Bailey. Homalocladium platycladum ingår i släktet Homalocladium och familjen slideväxter. Inga underarter finns listade i Catalogue of Life.